# Yakov Gakkel
Cet article concerne l'océanographe russe. Pour l'ingénieur russe, voir Yakov Gakkel (ingénieur).
Pour les articles homonymes, voir Gakkel.
Yakov Yakovlevitch Gakkel (russe : Яков Яковлевич Гаккель) (18 juillet 1901 à Saint-Pétersbourg - 30 décembre 1965 à Leningrad) est un océanographe soviétique, docteur en sciences géographiques (1950), professeur, directeur du département de géographie de l'Institut de l’Arctique et de l’Antarctique.

## Biographie
Fils du scientifique Yakov Modestovitch Gakkel, Yakov Yakovlevitch Gakkel a participé à de nombreuses expéditions en Arctique, y compris celles sur les brise-glace Sibiriakov (1932) et Tcheliouskine (1934). Il a été le premier à créer une carte bathymétrique du bassin de l'Arctique. En 1948-1949, il fait des observations en 200 points différents de la banquise Arctique. Il identifie alors par ses sondages, une crête montagneuse rectiligne qui s'étend de la Nouvelle-Sibérie à l'île Ellesmere et dont les sommets ne sont pas à plus de 1 000 mètre de la surface. Ivan Papanine qui avait soupçonné l'existence de cette chaîne lui attribue le nom de Lomonosov. 
Yakov Gakkel s'est vu décerner deux ordres et plusieurs médailles au cours de sa carrière scientifique. En 1966, l'une des dorsales médio-océaniques a été nommée en son honneur.